# Aeroportul Paulatuk (Nora Aliqatchialuk Ruben)
Aeroportul Paulatuk (Nora Aliqatchialuk Ruben) (IATA: YPC, ICAO: CYPC) este un aeroport din Teritoriile de Nord-Vest, Canada.
Situat la o altitudine de 5 m, aeroportul dispune de o singură pistă.